# Бреал су Витре
Бреал су Витре (фр. Bréal-sous-Vitré) насеље је и општина у северозападној Француској у региону Бретања, у департману Ил и Вилен која припада префектури Рен.
По подацима из 2011. године у општини је живело 654 становника, а густина насељености је износила 113,74 становника/km². Општина се простире на површини од 5,75 km². Налази се на средњој надморској висини од 169 метара (максималној 181 m, а минималној 110 m).

## Демографија
| 1962. | 1968. | 1975. | 1982. | 1990. | 1999. | 2011. |
| ----- | ----- | ----- | ----- | ----- | ----- | ----- |
| 418   | 424   | 407   | 409   | 496   | 530   | 654   |

График промене броја становника у току последњих година